# Bent (opera teatrale)
Bent è un dramma di Martin Sherman, debuttato al Royal Court Theatre di Londra nel 1979.

## Trama
Germania, 30 luglio 1934. Max convive con il suo ragazzo, il ballerino Rudy, ma essendo piuttosto promiscuo una notte si porta a casa un attraente SA, Wolf; sfortunatamente, nella notte Hitler dà l'ordine di eliminare tutte le camicie brune e la mattina stessa le SS irrompono in casa di Rudy e Max e trascinano via Wolf, costringendo i due amanti a fuggire a Berlino. Qui, Max ottiene dei documenti per lasciare la Germania, ma l'uomo rifiuta perché non vuole lasciare Rudy; pochi giorni dopo i due vengono arrestati dalla Gestapo e caricati su un treno per Dachau.
Sul treno Rudy è torturato dalle guardie e il ragazzo urla il nome dell'amante in cerca di aiuto. I soldati allora portano Max davanti a Rudy, ma dato che l'uomo nega di conoscere il ballerino lo costringono a finirlo per dimostrare di essere estraneo alla vittima. Dopo aver ucciso l'ex fidanzato, Max sostiene di essere ebreo e non omosessuale e per provarlo le guardie lo costringono ad avere un rapporto sessuale con il cadavere di una ragazzina.
A Dachau Max stringe amicizia con Horst, un triangolo rosa, e tra i due nasce un amore proibito e mai consumato che fa scoprire a Max l'importanza e l'orgoglio di essere fieri di ciò che si è. Dopo che Horst viene fucilato dalle SS, Max indossa con orgoglio il triangolo rosa e si suicida lanciandosi contro il filo spinato elettrificato.

## Versione cinematografica
Nel 1997 Sean Mathias ha diretto un adattamento cinematografico, sceneggiato dallo stesso Sherman, con Clive Owen, Lothaire Bluteau, Nikolaj Coster-Waldau e Jude Law.